# Chrysopa phyllochroma
Chrysopa phyllochroma är en insektsart som beskrevs av Wesmael 1841. Chrysopa phyllochroma ingår i släktet Chrysopa och familjen guldögonsländor. Arten är reproducerande i Sverige. Inga underarter finns listade i Catalogue of Life.